# Corydalis rorida
Corydalis rorida är en vallmoväxtart som beskrevs av H. Chuang. Corydalis rorida ingår i släktet nunneörter, och familjen vallmoväxter. Inga underarter finns listade i Catalogue of Life.